# Hicham Khaddari
Hicham Khaddari (* 19. August 1991 in Casablanca) ist ein ehemaliger marokkanischer Tennisspieler.

## Karriere
Hicham Khaddari spielt hauptsächlich auf der ATP Challenger Tour und der ITF Future Tour. Er feierte im Einzel einen Einzelsieg auf der Future Tour.
Sein Debüt im Einzel auf der ATP World Tour gab er im April 2014 beim Grand Prix Hassan II, wo er in der ersten Hauptrunde an Victor Hănescu scheiterte.
Hicham Khaddari spielte ab 2011 für die marokkanische Davis-Cup-Mannschaft. Für diese trat er in sechs Begegnungen an, wobei er im Einzel eine Bilanz von 4:3 und im Doppel eine Bilanz von 1:0 aufzuweisen hat.